# Нида Бога
Леонида (Леон, Нида) Теодор Бога (на арумънски: Leonida Teodor Boga, на румънски: Leonida Teodor Boga, Leon, Nida) е арумънски и румънски писател, учен, историк, просветен деец, поет и общественик.

## Биография
Бога е роден на 12 януари 1886 година във влашко семейство във Велес, тогава в Османската империя, днес в Северна Македония. Начално училище завършва в родния си град, а средно – в Битоля. След това Бога учи история и география в Букурещ. Учителства в различни места в Румъния. Участва като доброволец в Междусъюзническата и Първата световна война. В края на Първата световна война се установява в Кишинев, където работи като преподавател и изследовател. През 1931 година е награден за заслуги за обединението на Бесарабия и Румъния.
След Втората световна война живее в Букурещ, но е преследван от комунистическите власти. Мести се да живее във Васлуй. Умира в болница във Васлуй в 1974 година. Синът му Николае Бога е лекар.

## Творчество
Първоначално публикува в арумънския месечник „Лумина“, още като ученик в Битоля. Издава и като студент в различни списания. Автор е на книги и научни публикации. Важна тема в изследванията му са румънците в Македония, Епир, Тесалия, Албания, Румъния, България, Сърбия и Молдова. Сътрудничи си с професор Илие Миня в серия научни изследвания.
Един от най-важните трудове на Бога е томът със сонети на арумънски език „Восхополя“ (Voshopolea). Поезията му влиза в множество антологии.